# Peña (agrupación)
Una peña es una agrupación o conjunto de personas que participan de forma conjunta y con unos intereses comunes en fiestas populares o en actividades gastronómicas, culturales o deportivas. Cuando son estudiantes músicos puede llamarse estudiantina.

## Tipos de peñas
En función de la actividad que desarrollen estas agrupaciones, ya sea apostar, jugar a la lotería, cultivar una afición, fomentar la admiración a un personaje o equipo deportivo, reciben un nombre más específico. Así pues, podemos encontrar en la sociedad:
- Peña de apuestas: Aquellas dedicadas a los juegos de azar.
- Peña taurina: Las que giran en torno a la tauromaquia.[4][5]
- Peña gastronómica: Ídem a la anterior pero en el mundo culinario.[6]
- Peña cultural: Ídem a la anterior en el entorno de las expresiones artísticas.[7]
- Peña deportiva: Aquellas destinadas a apoyar y defender a un deportista, equipo, club deportivo o al deporte al que representan. Por ejemplo: Peña ciclista.[8][9]
- Peña ultra: Las que unen generalmente para animar y defender una institución deportiva bajo unas determinadas ideologías políticas, y en ocasiones de forma violenta.[10][11]
- Peña de estudiantes: una hermandad estudiantil o bien agrupación de exestudiantes de un colegio o un grupo de estudiantes músicos vestidos a la antigua llamado tuna o estudiantina.

En ocasiones, estas agrupaciones no tienen un carácter tan específico, aglutinando diferentes ámbitos e intereses como ocurre por ejemplo con las Peñas de San Fermín en Pamplona o las diferentes Peñas en Zaragoza o en otras localidades aragonesas que realizan actividades tanto en los días propios de las fiestas como a lo largo de todo el año, o también con las comisiones falleras en Valencia.